# Ngô Quý Trát
Ngô Quý Trát (chữ Hán: 吳季札, 576 TCN - 485 TCN) là công tử nước Ngô thời Xuân Thu trong lịch sử Trung Quốc.

## Từ chối ngôi vua
Ông mang họ Cơ, là con thứ tư của Ngô Thọ Mộng – vua thứ 19 nước Ngô. Ông có ba người anh là Chư Phàn, Dư Sái, Dư Muội. Trong 4 anh em thì Quý Trát tài giỏi hiền đức hơn cả, vì thế Thọ Mộng muốn nhường ngôi cho Quý Trát. Tuy nhiên Quý Trát từ chối không nhận thừa kế ngôi vua của cha.
Năm 561 TCN, Ngô vương Thọ Mộng qua đời. Thọ Mộng dặn lại anh em Chư Phàn hãy truyền ngôi cho em để tuần tự đến Quý Trát. Chư Phàn cũng muốn nhường ngôi luôn cho Quý Trát nhưng ông nhất định từ chối, bỏ về nhà cày ruộng không nhận ngôi. Chư Phàn bèn lên làm vua.

## Nhà ngoại giao
Năm 548 TCN, Chư Phàn qua đời, Dư Sái lên thay. Dư Sái phong Quý Trát ở đất Diên Lăng, gọi là Diên Lăng Quý tử.
Năm 545 TCN, Quý Trát lĩnh mệnh đi sứ các nước trung nguyên để mở rộng giao thiệp. Đầu tiên Quý Trát qua nước Từ đến nước Lỗ. Trong thời gian ở nước Lỗ, ông đã nghe nhiều bản nhạc tấu của các nước chư hầu và có lời nhận xét, dự đoán tương lai của các quốc gia này.
Sau đó Quý Trát sang nước Tề. Qua tình hình chính sự nước Tề, ông khuyên hiền tướng Án Anh nên rút lui khỏi chính trường. Án Anh theo lời ông nên thoát khỏi nạn do họ Loan và họ Cao làm loạn sau đó.
Quý Trát từ Tề sang nước Trịnh, gặp tướng quốc Tử Sản - người điều hành quốc gia có năng lực của nước Trịnh. Ông và Tử Sản nhanh chóng thân thiết nhau. Ông góp ý với Tử Sản về sự xa xỉ của nước Trịnh, coi đó là nguy cơ mất nước.
Sau đó Quý Trát từ nước Trịnh sang nước Vệ, giao du với Cử Viên, Sử Cầu, Sử Thu và Kinh Công Thúc.
Từ nước Vệ, Quý Trát sang nước Tấn. Ông giao du với các đại phu họ Triệu, họ Hàn và họ Ngụy và dự đoán chính sự nước Tấn sẽ về tay 3 họ này.
Trước khi lên trung nguyên, Quý Trát qua nước Từ. Vua nước Từ thích thanh kiếm của ông nhưng không dám hỏi. Quý Trát biết ý vua nước Từ nhưng vì bận đi sứ nên chưa tặng gươm cho vua Từ. Khi từ nước Tấn trở về, ông lại qua nước Từ, định tặng gươm thì vua nước Từ đã qua đời. Ông bèn treo thanh kiếm lên mộ vua nước Từ để tỏ rõ lòng mình muốn tặng gươm cho vua Từ. Chuyến đi sứ trung nguyên đó, Quý Trát đã giao thiệp với 6 nước.
Năm 527 TCN, người anh thứ ba của Quý Trát là Dư Muội cũng qua đời, dặn truyền ngôi cho ông. Nhưng lần này Quý Trát cũng không nhận ngôi. Khi mọi người thúc ép, ông bèn bỏ trốn. Vì vậy người nước Ngô lập con Dư Muội là Ngô Liêu lên ngôi.
Năm 515 TCN, Ngô vương Liêu bèn sai hai con là Yểm Dư và Chúc Dung mang quân đánh Sở, bao vây đất Lục Cao. Ngô vương muốn mở rộng thế lực, bèn sai Quý Trát đi sứ nước Tấn để thăm dò tình hình các chư hầu trung nguyên.
Khi Quý Trát trở về nước Ngô thì người cháu lớn con anh cả Chư Phàn là Quang đã giết Ngô vương Liêu giành ngôi, tức là vua Ngô Hạp Lư. Ông nói:
Nếu tiên quân vẫn được thờ phụng, dân chúng không bị mất chủ, xã tắc có người phụng thờ, thì đó là vua của ta. Ta đâu dám oán? Ta thương xót người chết, thờ người đang sống để chờ mệnh trời... Người nào được lập thì ta theo, đó là cái đạo của tiên nhân.
Sau đó ông ra khóc trước mộ Ngô vương Liêu và vào triều thần phục Hạp Lư.
Sau này không rõ Quý Trát qua đời năm nào. Sử sách không nhắc tới ông nữa. Tính từ khi Ngô Thọ Mộng qua đời (561 TCN) tới khi Ngô Hạp Lư lên ngôi (515 TCN), Ngô Quý Trát hoạt động trong khoảng 46 năm, trải qua 6 đời vua nước Ngô.